# Le Cerf-volant (téléfilm)
Pour les articles homonymes, voir Le Cerf-volant.

Le Cerf-volant est un téléfilm français réalisé par Jean-Paul Roux, diffusé en 1992.

## Synopsis
Bernard Cardouat (Jean-Marc Maurel), récemment libéré de prison à Marseille, souhaite reprendre une vie normale avec l'aide de son oncle (Michel Robin). Mais la réinsertion s'avère difficile.

## Fiche technique
- Titre : Le Cerf-volant
- Réalisation : Jean-Paul Roux
- Scénario : Jean-Paul Roux et Jean-André Baquey

## Distribution
- Jean-Marc Maurel : Bernard Cardouat
- Michel Robin : le tonton
- Antoinette Moya : la mère
- Georges Aubert : le père
- Catherine Gillet : Adeline
- Frédérique Meininger : Marcelle
- François Dyrek : Antoine
- Isabelle Mergault : Alexandra
- Jean-Paul Pitolin : Julien
- Marcel Champel : Texier
- Nita Klein : le juge